# Encontro com a Morte
Encontro com a Morte, também chamado de Em Legítima Defesa, é um filme brasileiro de 1965, dos gêneros drama, policial e suspense, dirigido em Portugal por Arthur Duarte.

## Elenco
- Orlando Villar… Jorge
- Fernando Pereira… Renato
- Irma Álvarez… Nair
- Márcia Rocha… Arlete
- Rodolfo Arena
- Déa Bittencourt
- Oscar Cardona
- Labanca
- Angelito Mello
- José Melo
- Luiz Pelé Mendes
- Roberto Mirilli
- Arnaldo Montel
- Adelaide Ribeiro
- Marcelo Soares
- Rosita Thomaz Lopes… Sónia